# ジョン・バウティスタ
- ホン・バウティスタ
- ヨン・バウティスタ

ジョン・バウティスタ・オルギジェス（Jon Bautista Orgilles、1995年7月3日 - ）は、スペイン・バレアレス諸島州マオー出身のサッカー選手。SDエイバル所属。ポジションはFW。

## 来歴
1995年にメノルカ島のマオーで生まれ、幼いころにバスク州ギプスコア県エレンテリアに移住。その後地元のレアル・ソシエダのカンテラに入団。2013-14シーズンにセグンダ・ディビシオンB所属のBチームに登録され、2014年8月にプロデビュー。翌9月27日のCDグアダラハラ戦で、フォワード初ゴールを記録。
2015-16シーズンにトップチームに昇格。2016年2月25日に2020年までの契約に合意。4月24日のビジャレアルCF戦で、プリメーラ・ディビシオン初出場。5月8日のラーヨ・バジェカーノ戦で、ラ・リーガ初ゴールを決めた。
2019年7月11日、KASオイペンへのローン移籍が発表された。
2021年8月26日、2021-22シーズンはセグンダ・ディビシオンのCDレガネスにレンタル移籍することが決まった。